# Michael Moriarty
Michael Moriarty (* 5. April 1941 in Detroit, Michigan) ist ein US-amerikanischer Film- und Theaterschauspieler sowie Drehbuchautor und Schriftsteller.

## Leben
Michael Moriarty wurde als einziges Kind des Detroiter Gerichtsmediziners Dr. George Moriarty und der Hausfrau Eleanor Paul, gebürtig aus North Dakota, geboren. Seine Schulzeit verbrachte er an der Cranbrook School in Bloomfield Hills und später an der University of Detroit Jesuit High School. Er studierte bis 1963 Schauspiel am Dartmouth College in Hanover (New Hampshire), (einer seiner Kommilitonen war der Schauspieler Stephen Macht) und erhielt danach ein Stipendium der Royal Academy of Dramatic Art in London.
Sowohl in zahlreichen Theaterstücken – vor allem Shakespeare-Aufführungen – als auch Spielfilmen wirkte Moriarty mit, darunter der 1977 produzierten Miniserie Holocaust – Die Geschichte der Familie Weiss, in der er die fiktive Figur des SS-Juristen Erik Dorf verkörperte. Für diese Leistung wurde er mit dem Golden Globe Award und dem Emmy ausgezeichnet.
Kurze Zeit war Moriarty auch Redaktionsmitglied der Zeitschrift The New Yorker Quarterly und konnte dort einige seiner Gedichte publizieren.
Privat war Moriarty dreimal verheiratet; mit seiner ersten Ehefrau, der Französin Françoise Martinet, mit der er von 1966 bis 1978 verheiratet war, hat er ein Kind. Auch seine nächsten Ehen mit Anne Hamilton Martin (1978–1997) und Suzana Cabrita (1998–1999) scheiterten. Parallel zu seinen Ehen hatte Moriarty eine Beziehung zu seiner Managerin, Margaret Brychka, die im November 2000 eskalierte, als Moriarty in Vancouver kurzzeitig verhaftet wurde, nachdem er Brychka in einer Bar geschlagen hatte.
Seit August 2021 ist Moriarty mit der gebürtigen Wienerin Irene Mettler verheiratet.
Heute lebt Michael Moriarty in der Nähe von Maple Ridge im kanadischen British Columbia und tritt vermehrt als Jazz-Pianist in Michael’s Pub in New York in Erscheinung.
Seine konservativen Äußerungen richten sich vehement gegen den Islam und die Legalität von Schwangerschaftsabbrüchen:

„Der Islam ist eine durch und durch Allah-gläubige Kamikaze-Nation, ebenso wie das kaiserliche Japan vor dem Krieg. Seine Bibel, der Koran, kann mit Hitlers Mein Kampf verglichen werden. Er fordert die Herrschaft über die gesamte Menschheit. Die einzige Religionsfreiheit des Islam ist die Freiheit des Islam, alles andere zu beherrschen. Die islamischen politischen Parteien verdienen nicht mehr Vertrauen, als die Neonazis, die weißen Rassisten und der Ku Klux Klan. Leider versteht der Islam eine einzige Sprache, wie das Japan Hirohitos: die Gewalt. Die Maßnahmen Harry Trumans zur Beendigung des Krieges mit Japan sind notwendigerweise leider zu erwägen für einen Krieg mit dem Islam.“

„Abtreibungen und die despotische Gerichtsentscheidung Roe gegen Wade offenbaren sich als ein virtuelles Verbrennen der amerikanischen Unabhängigkeitserklärung und unser unveräußerliches Recht auf Leben. Im dritten Jahrtausend ist die Abtreibung eine neue Form der Sklaverei“

## Filmografie (Auswahl)
Spielfilme
- 1972: Magnum Heat (Hickey & Boggs)
- 1973: Das letzte Kommando (The Last Detail)
- 1973: Das letzte Spiel (Bang the Drum Slowly)
- 1973: Die Glasmenagerie (The Glass Menagerie, Fernsehfilm)
- 1975: Der einsame Job (Report to the Commissioner)
- 1978: Holocaust – Die Geschichte der Familie Weiss (Holocaust)
- 1978: Wir fliegen auf dem Wind (The Winds of Kitty Hawk)
- 1978: Dreckige Hunde (Who’ll Stop the Rain)
- 1982: American Monster (Q: The Winged Serpent)
- 1985: Pale Rider – Der namenlose Reiter (Pale Rider)
- 1985: Stuff – Ein tödlicher Leckerbissen
- 1986: Troll
- 1987: Die Wiege des Schreckens (It’s Alive III: Island of the Alive)
- 1987: Salem II – Die Rückkehr (A Return to Salem’s Lot)
- 1988: Nitti – Der Bluthund (Frank Nitti: The Enforcer)
- 1989: Todesflug KAL 007 (Coded Hostile / Tailspin: Behind the Korean Airliner Tragedy, Fernsehfilm)
- 1995: Broken Silence
- 1996: Mut zur Wahrheit (Courage Under Fire)
- 2000: Woman Wanted
- 2000: Tödliche Freiheit (Children of Fortune)
- 2001: Neben der Spur (Out of Line)
- 2001: Im Netz der Spinne (Along Came a Spider)
- 2002: Talking to Heaven (Living With the Dead)
- 2005: Force of Impact – Tödlicher Asteroid (Deadly Skies)
- 2005: Neverwas
- 2006: Masters of Horror – Pick Me Up (1:11)
- 2006: Santa Baby

Fernsehserien
- 1986: Cagney & Lacey Folge 70 Um jeden Preis (Act Of Conscience) Staffel 5/13
- 1990–1994: Law & Order
- 1997–1999: PSI Factor – Es geschieht jeden Tag (PSI Factor: Chronicles of the Paranormal)
- 1998: Ein Hauch von Himmel (Touched by an Angel)
- 2000: Outer Limits – Die unbekannte Dimension (The Outer Limits, eine Folge)
- 2002: Taken
- 2004: 4400 – Die Rückkehrer (The 4400)

Drehbuchautor/Schauspieler
- 2000: Hitler Meets Christ

## Auszeichnungen
- 9 Emmy-Nominierungen, davon viermal ausgezeichnet
- 2 Golden-Globe-Award-Nominierungen, davon einmal ausgezeichnet für: Holocaust – Die Geschichte der Familie Weiss (Holocaust)
- 4 Gemini-Award-Nominierungen
- 1974: Tony Award als Schauspieler in dem Broadwaystück Find Your Way Home as Julian Weston